# Orto botanico Pietro Castelli
L'Orto Botanico di Messina fu creato nel 1638 ed è dedicato al suo fondatore, il medico e botanico romano Pietro Castelli, che lo indicò col nome di "Hortus simplicium" ("Orto dei Semplici") o "Hortus messanensis" ("Orto di Messina"); dalla sua fondazione appartiene all'Università di Messina, e attualmente è una struttura del Dipartimento di Scienze Biologiche e Ambientali.

## Storia

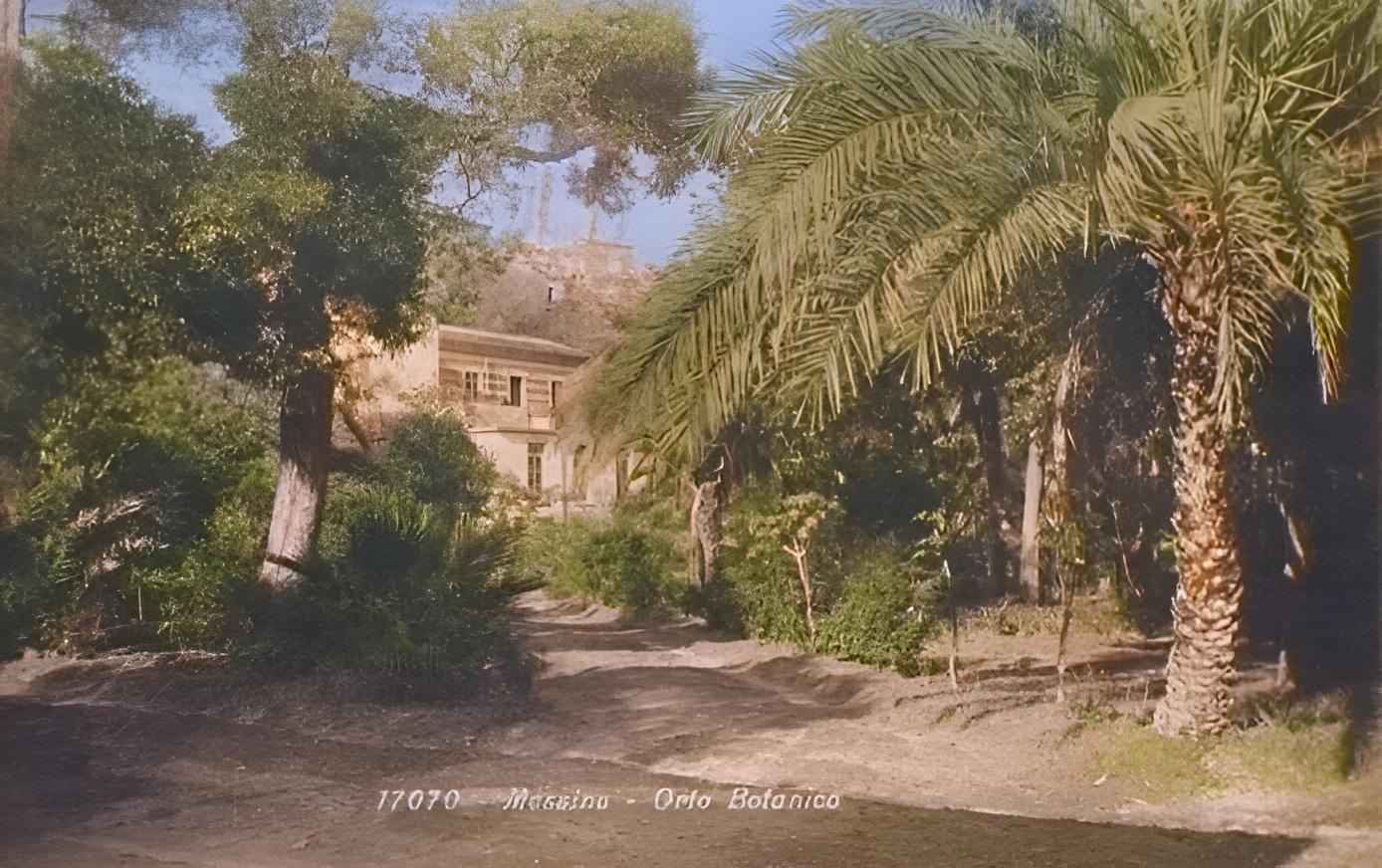
Foto d'epoca del Orto Botanico

A Pietro Castelli successe nella direzione Marcello Malpighi (1661), fondatore dell'istologia e dell'anatomia vegetale, che proprio sulle piante dell'orto messinese fece gran parte delle osservazioni riportate nelle sue opere scientifiche. Soppresso in seguito alla rivolta antispagnola della città nel 1678, fu ricostituito nel 1889 grazie all'opera di Antonino Borzì. Oggi l'orto botanico, sito in piazza XX Settembre, custodisce numerose specie arboree provenienti da tutto il mondo.

## Flora

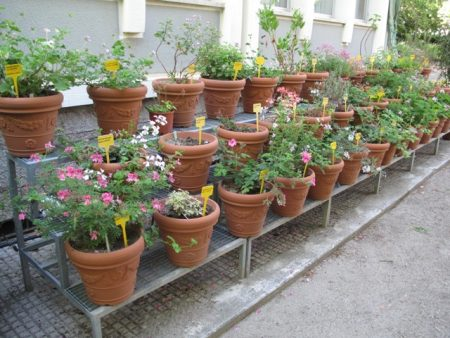
La collezione di Pelargoni dell'Orto Botanico.

Tra le specie arboree presenti si annoverano Calodendrum capensis, Casuarina torulosa, Chorisia insignis, Dracaena draco, Ficus macrophylla, Ginkgo biloba, Livistona chinensis, Phoenix canariensis, Pinus brutia, Pinus longifolia, Pterocarya caucasica, Trachycarpus excelsius e Washingtonia filifera.

Altre piante di interesse sono Annona cherimola, Eugenia jambos, Eugenia myrtifolia, Eugenia uniflora, Feijoa sellowiana, Flacourtia indica, Mangifera indica, Nymphaea capensis, Nymphaea alba, Persea gratissima, Pithecoctenium cynanchoides, Pontederia cordata, Psidium guajava e Psidium cattleyanum.

Numerosi gli endemismi siculi presenti tra cui Woodwardia radicans, Fritillaria messanensis, Carlina sicula, Centaurea crassifolia, Centaurea tauromenitana, Limonium minutiflorum, Limonium sibthorpianum  (il simbolo dell'Orto Botanico), Senecio ambiguus, Senecio gibbosus, Scilla cupanii.